# IC 1877
IC 1877 је спирална галаксија у сазвјежђу Часовник која се налази на листи објеката дубоког неба у Индекс каталогу.
Деклинација објекта је - 50° 30' 41" а ректасцензија 3h 3m 9,6s. Привидна величина (магнитуда) објекта IC 1877 износи 15,5 а фотографска магнитуда 16,3. IC 1877 је још познат и под ознакама ESO 199-11, PGC 11495.